# Barboursville

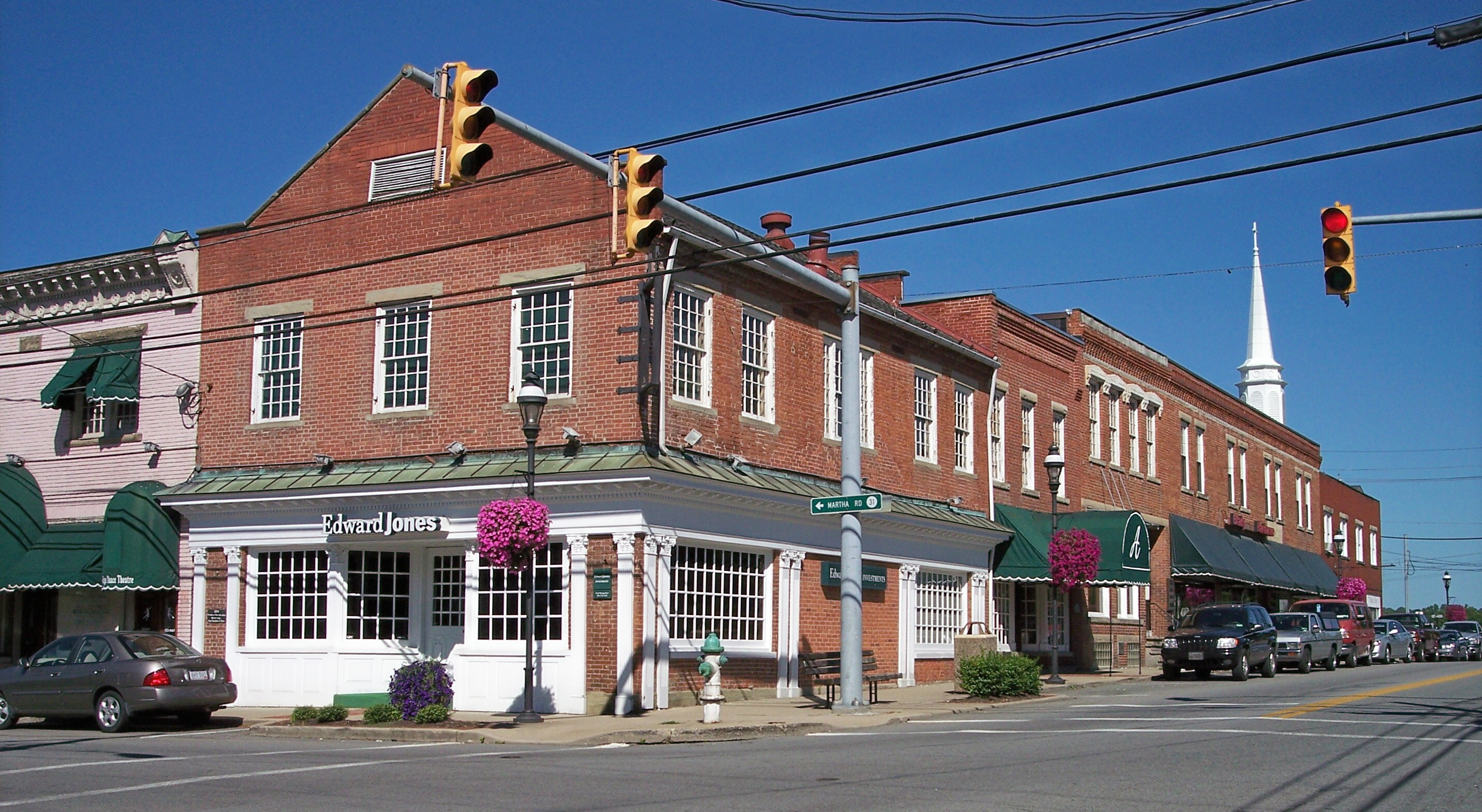
Mainstreet

Barboursville is een plaats (village) in de Amerikaanse staat West Virginia, en valt bestuurlijk gezien onder Cabell County.

## Demografie
Bij de volkstelling in 2000 werd het aantal inwoners vastgesteld op 3183.
In 2006 is het aantal inwoners door het United States Census Bureau geschat op 3267, een stijging van 84 (2,6%).

## Geografie
Volgens het United States Census Bureau beslaat de plaats een oppervlakte van
9,7 km², waarvan 9,5 km² land en 0,2 km² water. Barboursville ligt op ongeveer 172 meter boven zeeniveau.

## Plaatsen in de nabije omgeving
De onderstaande figuur toont nabijgelegen plaatsen in een straal van 16 km rond Barboursville.

## Geboren
- Zachary Taylor (1784-1850), 12e president van de Verenigde Staten (1849-1850)